# Friedensfürst
Friedensfürst (Friedefürst) ist ein Hoheitstitel in Jes 9,5  des christlichen Alten Testaments und der jüdischen Bibel. Es handelt sich um ein kurzes Zitat aus dem längeren biblischen Kontext einer Prophezeiung Jesajas. Das Verständnis dieser Stelle ist in der christlichen Tradition gänzlich anders als in der jüdischen. Hölderlin wendet den Titel des Friedensfürsten in seiner „Friedensfeier“ der christlichen Deutung entsprechend auf Christus an.

„Denn ein Kind wurde uns geboren, ein Sohn wurde uns geschenkt. Die Herrschaft wurde auf seine Schulter gelegt.  Man rief seinen Namen aus: Wunderbarer Ratgeber, Starker Gott, Vater in Ewigkeit, Fürst des Friedens“

“For a child has been born to us, a son has been given to us, and the dominion will rest on his shoulder; the Wondrous Adviser, Mighty God, Eternal Father, called his name Sar-shalom [Prince pf Peace];”

„Denn ein Kind wurde uns geboren, ein Sohn wurde uns gegeben, und die Herrschaft wird auf seiner Schulter ruhen; der Wundersame Ratgeber, Allmächtige Gott, Ewiger Vater, nannte seinen Namen Sar-Schalom (Prinz des Friedens);“

## Christentum
Die Aussage wird in der christlichen Liturgie als Prophezeiung auf Christus bezogen und ist in der Lesung am Heiligabend enthalten.
Aufnahme fand der Titel u. a. in der auf einem Choral basierenden Bachkantate Du Friedefürst, Herr Jesu Christ (BWV 116), dem Titel For unto us a Child is born aus dem Oratorium Messiah von Georg Friedrich Händel, dem Black Gospel Down by the Riverside sowie in dem Adventslied Tochter Zion, freue dich.
Herrscher, die eine friedensstiftenden Politik betreiben, wurden ehrenhalber mit dem Beinamen Friedensfürst betitelt. So wurde der spanische Fürst und Premierminister Manuel de Godoy (1767–1851) Príncipe de la Paz genannt.
Nach christlicher Tradition ist diese Prophezeiung Jesajas in den Jahren von wahrscheinlich 4 v. Chr. bis 30 oder 31 durch Jesus von Nazaret erfüllt worden.

## Judentum
Nach jüdischer Tradition ist mit Sar-Schalom (Prinz des Friedes) der gerechte israelische König Hiskija gemeint, in dessen Tage der Untergang des assyrischen Reiches, seinerzeit regiert von Sanherib, durch Jesaja prophezeit worden war. Gemäß jüdischer Tradition erfüllte sich diese Prophezeiung Jesajas in den Jahren von 727 v. Chr. bis 698 v. Chr., als Hiskija König von Juda war.